# Darren Ewing

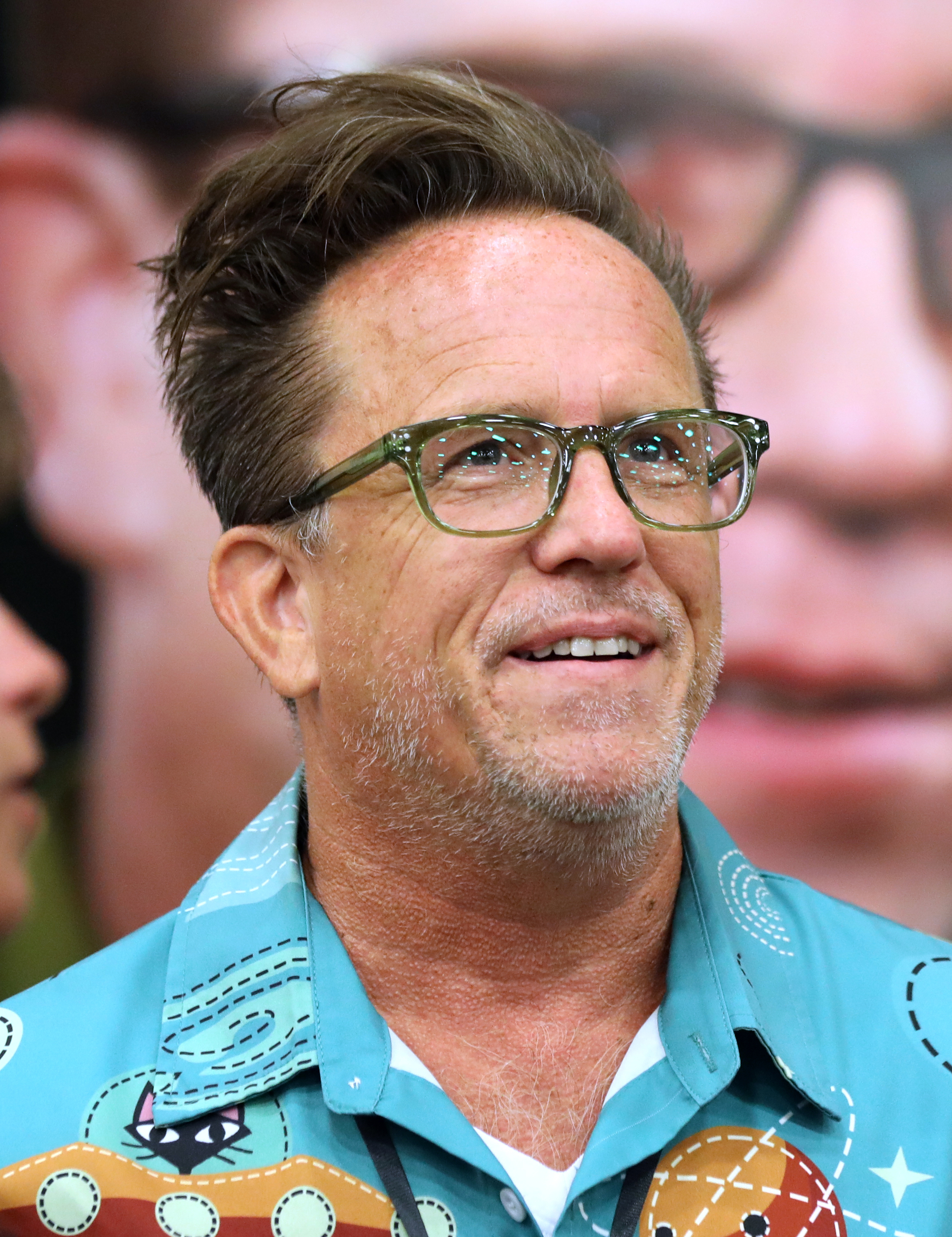
Darren Ewing (2024)

Darren Ewing ist ein US-amerikanischer Schauspieler, Komiker und ehemaliger Hörfunkmoderator.

## Leben
Ewing studierte an der Weber State University die Fächer Theater, Kommunikation und Multimedia und verließ die Universität mit dem Bachelor of Integrated Studies. Er ist Fan der britischen Comedy-Gruppe Monty Python. Um seine Idole zu treffen, brach er in die Umkleidekabine von Graham Chapman ein. Ende der 1990er Jahre hatte er eine eigene Morning-Show-Radiosendung. Neben Auftritten als Komiker arbeitet er als Multimedia-Entwickler der The Salt Lake Tribune.
1990 hatte er als Laiendarsteller seine erste Rolle in dem Spielfilm Troll 2, der mittlerweile Kultstatus erreicht hat. Es dauerte 16 Jahre, bevor er erneut als Schauspieler in Erscheinung trat. 2006 spielte er in den Filmen Halloweentown 4 – Das Hexencollege und Oh je, du Fröhliche mit und war im gleichen Jahr in einer Episode der Fernsehserie Everwood zu sehen. Es folgten weitere Besetzungen in Horrorfilmen und Filmen mit Weihnachten als zentralem Thema. 2020 erhielt er eine Rollenbesetzung in der Horrorkomödie Cyst.

## Filmografie (Auswahl)
- 1990: Troll 2
- 2006: Everwood (Fernsehserie, Episode 4x21)
- 2006: Halloweentown 4 – Das Hexencollege (Return to Halloweentown, Fernsehfilm)
- 2006: Oh je, du Fröhliche (Unaccompanied Minors)
- 2007: Brothers Three: An American Gothic
- 2009: The Milgram Experiment (Kurzfilm)
- 2010: The Boathouse Detectives
- 2011: Meine Schwester Charlie unterwegs – Der Film (Good Luck Charlie, It’s Christmas!, Fernsehfilm)
- 2012: Zeros (Fernsehfilm)
- 2012: Einsatz auf vier Pfoten – Ein Weihnachtsmärchen (The 12 Dogs of Christmas)
- 2013: Interest (Kurzfilm)
- 2014: Christmas Under Wraps (Fernsehfilm)
- 2015: H8RZ
- 2015: Blood & Oil (Fernsehserie, Episode 1x02)
- 2016: My Christmas Love (Fernsehfilm)
- 2020: Cyst
- 2022: Amber Brown (Fernsehserie, Episode 1x08)